# Шкодер (округ)
Шко́дер (алб. Rrethi i Shkodrës) — один из 36 округов Албании.
Округ находится на севере Албании, занимает территорию 1631 км² и относится к области Шкодер. Административный центр — город Шкодер.

## Географическое положение
Благодаря большим размерам округа природа на его территории разнообразна. Она делится на два основных ландшафта: прибрежную часть, тянущуюся от берегов Адриатического моря на юге до Шкодера, и гор, начинающихся холмами и заканчивающихся вершинами Албанских Альп на севере. На западе округ граничит с Черногорией.
Округ отделён от других округов естественными границами: на северо-востоке находится Скадарское озеро, границу с Черногорией образует река Буна, соединяющая озеро с морем. Дрин протекает на юго-востоке, а два его правых притока Кири и Шала (Shalë) снабжают водой северную часть округа.
Юго-запад округа занимает обширная равнина, по которой протекают реки Дрин и Буна. Равнина начинается у города Лежа и тянется вдоль восточного берега мелкого Скадарского озера до границы с Черногорией. Но и на этой равнине имеются возвышенности: два внушительных холма высотой около 400 м тянутся параллельно прибрежной полосе города Лежа до Velipoja, а на юго-западном берегу Скадарского озера возвышается гора Tarabosh (594 м).
Берега Буны и Скадарского озера, а также болотистая местность вокруг Velipoja являются природными заповедниками. Здесь гнездятся многие перелётные и водоплавающие птицы.
К округу относятся части западных Альп, питающие реку Дрин. Прежде всего, это горные долины рек Кир и Шала. На крайнем севере округа начинаются высокогорные области. По мере удаления от побережья и равнины ландшафт быстро переходит в горный. Уже в 20 км к северо-востоку от Шкодера лежит гора Маранай высотой 1570 м. Горные вершины на востоке практически такой же высоты, а гора Maja e Cukalit в 30 км восточнее Шкодера достигает 1723 м. В верхнем течении Шалы и долине у деревни Theth на севере округа возвышаются отдельные двухтысячники, а на крайней севере лежит гора Езерца (2694м), высочайшая точка Северо-Албанских Альп.
Недалеко от деревни Theth расположен национальный парк, занимающий территорию 23,3 км². Троговая долина образует неповторимый горный ландшафт с водопадами. Здесь водится рысь и другие дикие животные.

## Население
Население округа составляет 337 015 жителей. Население округа столь же пестро, как его ландшафты. Контраст между населением Шкодера, самого древнего и большого города страны, и сельскими жителями, населяющими равнину и горные районы, всегда был и остается разительным. Горы Шкодер издревле были заселены независимыми албанскими племенами, покорить которые не смогло правительство Османской империи, и признание которых пыталось и пытается получить правительство Албании. Здесь до сих пор сохранились древние традиции и кровная месть, особенно в горных деревнях. Обеднение населения после свержения социалистического строя выгнало жителей гор в пригороды Шкодера. Многие из них с трудом приспосабливаются к непривычной жизни.
Религиозный состав населения тоже варьируется. Так две трети населения города и пригородов — католики, четверть — мусульмане, прочие — православные. В то время как в городе и пригородах проживают различные национальности: албанцы, турки и славяне, население округа достаточно однородно. В окрестностях Шкодера проживают около тысячи черногорцев. В городе и окрестностях много цыган.

## История
История региона неразрывно связана с историей города. На холме еще в эпоху иллирийцев была выстроена крепость Розафа. Замок и его правители определяли историю города вплоть до современности.
Но и вне города существуют исторические, ещё не до конца исследованные места. Так лежащая на холме недалеко от моста Мес к востоку от Шкодера крепость Дришти является одним из древнейших поселений на территории Албании. В доосманскую эпоху вдоль течения Буны существовали древние города (Reç, Dajç) и церкви (Shirgj).
В середине 1940-х Шкодер был одним из центров сопротивления правлению Компартии Албании во главе с Энвером Ходжей. Здесь активно действовали вооружённые отряды Балли Комбетар, произошли Кельмендское и Пострибское восстания (район Кельменд в то время относился к Шкодеру, впоследствии включён в округ Малесия-э-Мади).
15 апреля 1979 года в Северной Албании произошло землетрясение силой 7,2 балла по шкале Рихтера с эпицентром возле города Улцинь в Черногории. В округе было разрушено и повреждено множество домов, 35 человек погибло. Это было второе сильное землетрясение в Албании в XX веке.

## Экономика и промышленность
В годы перестройки экономическое положение Северной Албании было тяжелее, чем в других её регионах. Этому немало способствовали также волнения и беспорядки на севере.
В начале этого века в Velipoja стал быстро развиваться туризм. В основном это местные курорты для албанцев.
Большое значение для всей страны имеют ГЭС в Комане и Вау-Дейес (Vau-Deja).

## Транспорт
Шкодер имеет хорошее транспортное сообщение с основными городами страны благодаря строительству дороги «Север-Юг». Планируется её продолжение до границы с Черногорией в местечке Han i Hotit. В конце 90-х годов между городами Шкодер и Улцинь был открыт пограничный переход, что упростило движение людей и товаров между Албанией и Черногорией.
Округ связан с городом Подгорица в Черногории железной дорогой. Но значение железнодорожного транспорта очень мало.
Горные районы округа труднодоступны. По немногим существующим дорогам могут проехать только вездеходы, а зимой выпадает глубокий снег, так что многие деревни месяцами отрезаны от внешнего мира. Вдоль Команского водохранилища на реке Дрин вообще не существует дорог. Окрестные жители добираются до соседних деревень на лодках. По водохранилищу ежедневно курсирует автомобильный паром между Команом и Fierza.

## Административное деление
На территории округа расположены три города: Шкодер и Вау-Дейес и общины: Ana e Malit, Барбулуши, Bërdica, Бушати, Dajç, Guri i Zi, Hajmel, Postriba, Pult, Rrethina, Shala, Shllak, Shosh, Temal, Velipoja, Vig-Mnela.